# 馬澤平齊
49°54′42″N 29°59′3″E / 49.91167°N 29.98417°E

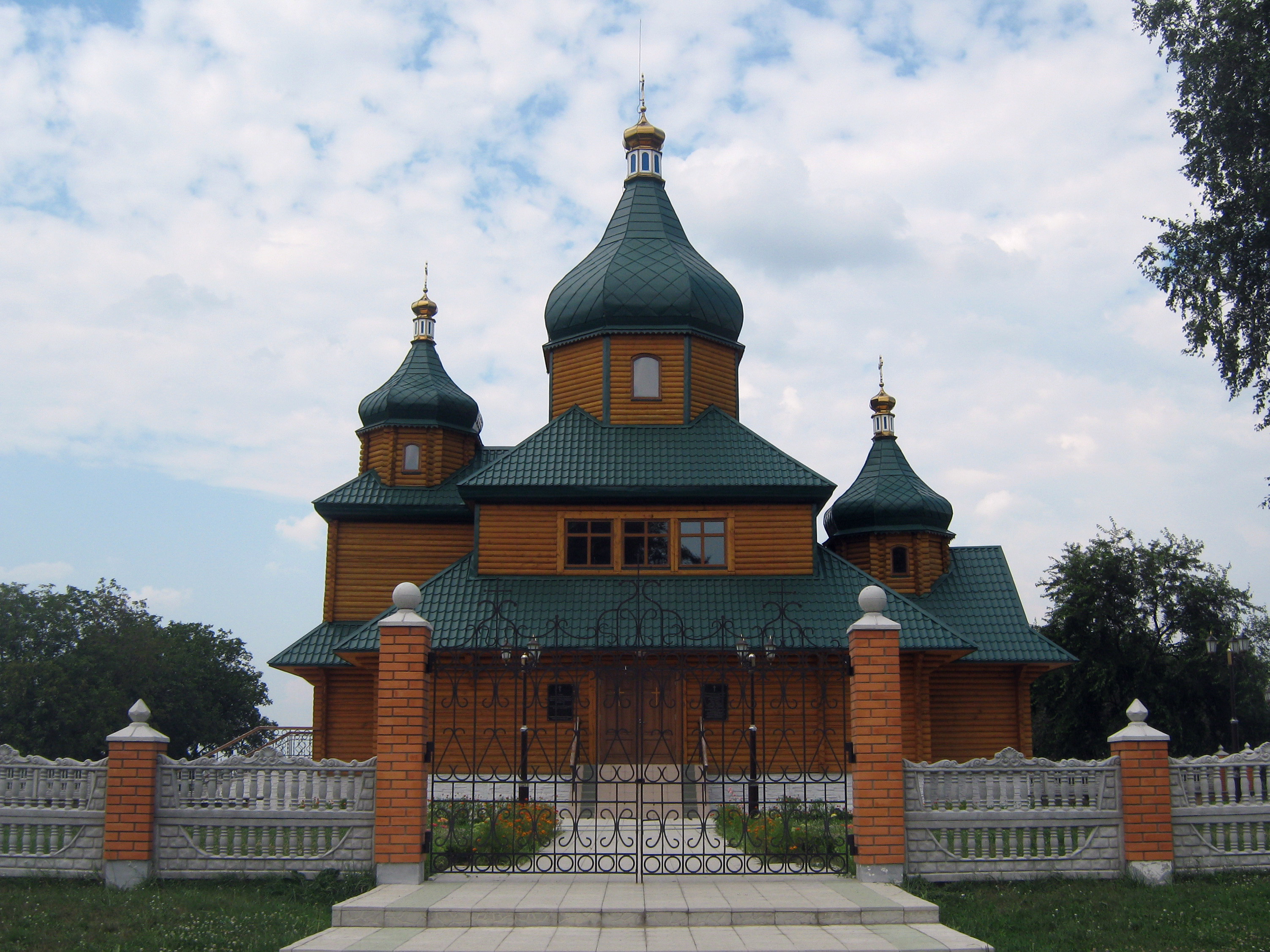
教堂

馬澤平齊（烏克蘭語：Мазепинці），是烏克蘭中北部基輔州白采爾克瓦區白采尔克瓦市镇内的村落，始建於十六世紀，面積11平方公里，海拔高度172米，2001年人口400，人口密度每平方公里36人。